# Aéroport de Bora-Bora
Pour les articles homonymes, voir BOB et Bora-Bora (homonymie).
L'aéroport de Bora-Bora (code IATA : BOB • code OACI : NTTB) est situé sur le motu Mute de l'île de Bora-Bora dans les îles de la Société en Polynésie française. Classé initialement aérodrome d'État, il est transféré à la Polynésie française par décret du 4 septembre 2020.

## Historique

### Construction par l'armée américaine
La piste est construite par l'armée américaine durant la Seconde Guerre mondiale pour ses besoins, notamment de faire escale et d'avoir une base de ravitaillement et de repli pour contrer l'avancée des Japonais. L'US Navy arrive devant Bora-Bora le 17 février 1942, et peu de temps après le génie militaire commence les travaux de terrassement de la piste à partir des pierres prises sur la montagne de l'île principale et utilisées pour faire la jetée et le remblai. Les travaux durent environ trois mois, pour créer les premières infrastructures (réservoirs, hangars et baraquements) nécessaires à l'usage des hydravions dans la baie de Vaitape. Une escadrille de quinze appareils s'y établit.
Les véritables pistes sont construites à partir du 16 décembre 1942, les ouvriers travaillant tous les jours 24h sur 24 pour le terrassement et l'asphaltage de deux bandes sur le motu Mute au nord de la barrière du récif : l'une de 1 800 m de longueur et 120 m de largeur avec des aires de stationnement de 30 m pour l'accueil des bombardiers, l'autre de 900 m pour les chasseurs. Les installations de radio-guidage et de météorologie sont également construites. Le 5 avril 1943, l'aérodrome est officiellement considéré comme terminé et opérationnel,.
Le rôle de cet aérodrome pendant la guerre a cependant été quasi nul, constituant seulement une base aérienne pour le courrier postal et le transport de troupes. À partir d'avril 1944, il a également servi de point de ravitaillement en combustible et de poste de petites réparations.

### Après la guerre
La base américaine est fermée le 2 juin 1946, le matériel rembarqué, détruit ou jeté dans le lagon. Après la guerre, la liaison par bateau avec les autres îles devient de plus en plus obsolète. De nouveaux bâtiments sont créés pour y installer un aérodrome permettant de la lier avec les autres îles de l'archipel. Le service commercial ouvre officiellement en 1958.

## Situation
| Nengo-Nengo Marutea-Sud Nukutepipi Ahe Anaa Apataki Arutua Hiva Oa Bora-Bora Tahiti-Fa'a'ā Faaite Fakarava Fangatau Hao Fakahina Hikueru Huahine Kaukura Katiu Kauehi Makemo Manihi Mataiva Maupiti Moorea Napuka Niau Nuku Hiva Nukutavake Puka-Puka Pukarua Raiatea Raivavae Rangiroa Raroia Reao Rimatara Rurutu Takapoto Takaroa Takume Tatakoto Tikehau Totegegie Tubuai Tureia Ua Huka Ua Pou Vahitahi |

## Organisation et gestion

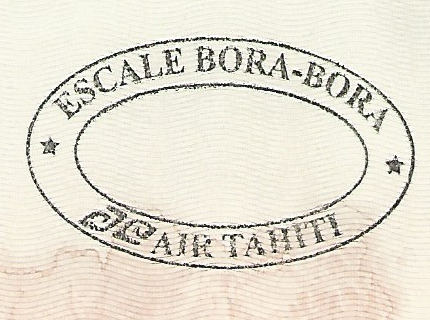
Tampon d'escale Air Tahiti de Bora-Bora

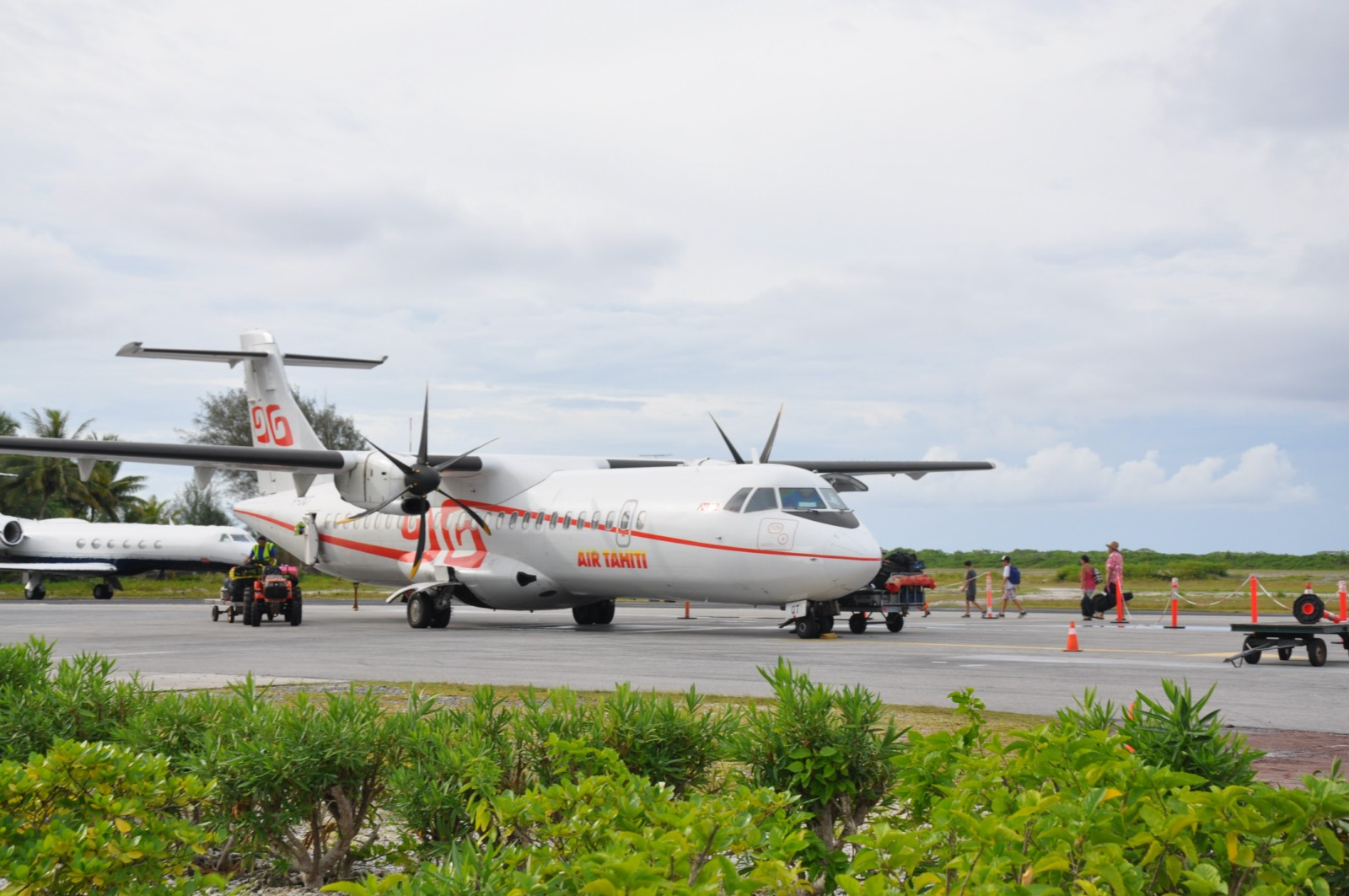
Embarquement d'un vol Air Tahiti à l'aéroport de Bora-Bora

L'aéroport est situé sur le motu Mute au nord de la barrière récifale. À la sortie de l'aéroport, les voyageurs doivent prendre soit un bateau-taxi, soit une navette. Certaines mènent à la grande île centrale, d'autres, opérées par les hôtels du lieu, conduisent les touristes à leurs hôtels respectifs. Les navettes des hôtels sont gratuites puisqu'elles appartiennent aux différents hôtels. Les navettes publiques conduisant au chef-lieu Vaitape sont également gratuites.

## Compagnies et destinations
| Compagnies | Destinations                                                                               |
| ---------- | ------------------------------------------------------------------------------------------ |
| Air Moana  | Moorea - Temae, Tahiti-Faaa, Raiatea                                                       |
| Air Tahiti | - Huahine - Manihi - Maupiti - Moorea - Temae - Tahiti-Faaa - Raiatea - Rangiroa - Tikehau |

Actualisé le 19/12/2022

## Données statistiques
En 2009, l'aéroport de Bora-Bora se classe au deuxième rang du trafic des aérodromes et aéroports de Polynésie française en nombre de passagers, après celui de Tahiti.
Évolution du nombre de passagers sur BOB
Pour des raisons techniques, il est temporairement impossible d'afficher le graphique qui aurait dû être présenté ici.

Voir la requête brute et les sources sur Wikidata.